# 明治橋 (広島市)
明治橋（めいじばし）は、広島県広島市の元安川に架かる道路橋。

## 概要
橋名のとおり、明治時代に架けられた橋であり、その後数度に渡り架け替えを行っている。元々は国道2号筋に架かる橋であった。現在の橋は内藤廣のデザインで、木製の手摺りが使われている。
上流側に国道2号の新明治橋、下流側に南大橋がある。東詰は大手町5丁目の鷹野橋、西詰は住吉町となり、その西は住吉橋から観音橋（現在は撤去）へと続く。

## 諸元
- 路線名：市道中1区328号線
- 橋長：73.4m
- 支間長：22.9m + 26.3m + 22.9m
- 全幅：17.8m
- 幅員：4.0m + 9.0m + 4.0m
- 上部工：3径間連続鋼床版鈑桁橋
- 下部工：RC逆T式橋台2基、RC壁式橋脚2基
- 基礎工：橋台および橋脚 - 鋼管杭基礎

## 歴史
藩政時代、防衛のため城下には架橋規制が引かれており、この川にはかなり上流にある元安橋のみ架かる状況であった。
明治時代になって規制は解かれ1886年（明治19年）、この地域に住む人によって木橋が架けられた。当時は渡るときに金を徴収したそうである。その後水害により流出したため、1928年（昭和3年）に鉄筋コンクリート桁橋に架け替えられた。
1945年（昭和20年）8月6日、原爆被災。爆心地から1.29kmに位置し、爆風により石造の点灯装置が移動した程度で落橋はしなかったため、多くの避難者が渡り西方面へ避難した。たもとには暁部隊による臨時の救護所が設けられ、多くの重傷者が一時運び込まれ、ここの船着場から宇品や似島に運ばれた。数日後、元安川を流れる多数の死体がこの橋たもとで引き揚げられ、うず高く積み重ねられた状態で焼かれていった。だが、同年9月に上陸した枕崎台風により落橋してしまった。
戦後、国道2号筋の橋として1950年代に鋼鈑桁橋として再架橋、1966年（昭和41年）には上流側に新明治橋が架橋され国道2号がそちらへ移った。その後も長く使用されていたが、2006年（平成18年）に現在のものに架け替えている。

## 周辺

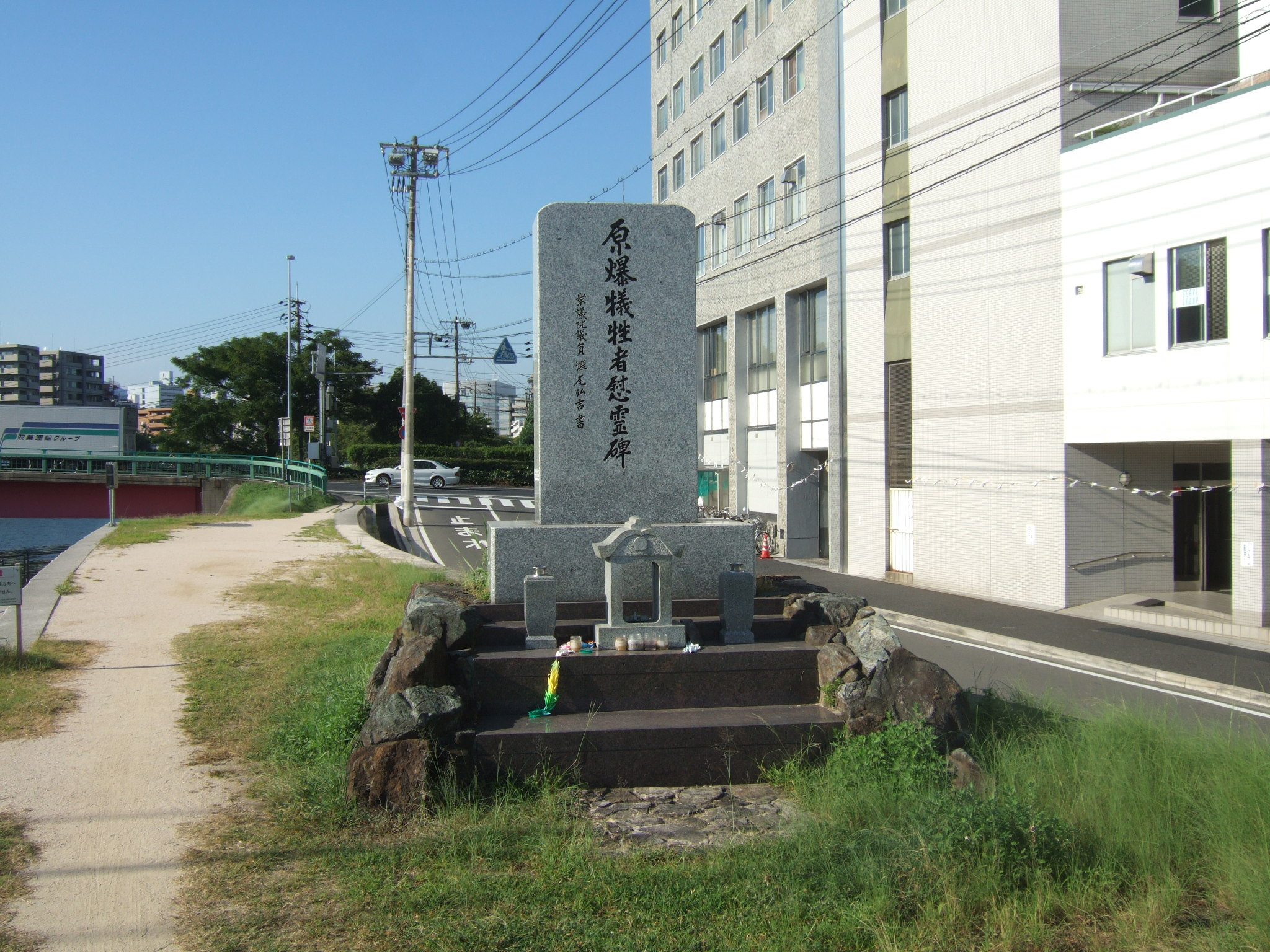
東詰北側にある原爆慰霊碑

- タカノ橋商店街
- 広電鷹野橋停留場